# Симеон I Цариградски
Симеон I Цариградски (грч. Συμεὼν ὁ Τραπεζούντιος; умро јесени 1486) био је васељенски патријарх Цариграда три пута: кратко време 1466. године, од 1471. до 1475. и од 1482. до 1486. године. Године 1484. председавао је Цариградским синодом 1484, који је одбацио Фирентински сабор.

## Живот
Симеон је рођен између 1400. и 1420. године у племићкој породици Трапезунтског царства. Након пада Трапезунта под Османлије 1461. године, Мехмед II је приморао све племиће бившег царства да се преселе у Цариград, а и Симеон, који је већ био монах, отишао је у престоницу. Трапезунтско племство формирало је посебну фракцију међу Грцима у престоници, коју је вероватно предводио научник и политичар Георгије Амируцис. Ова фракција је подржала Симеона као свог кандидата за патријаршијски престо против фракције коју су предводили лаички архонти попут Великог хартофилакса Георгија Галезиота и Великог еклисијарха (тј. главног црквењака) Манојла, будућег патријарха Максима III Цариградског.
У јесен 1466. године Симеон је успешно дошао на престо након што је османској влади поклонио 2000 златника, чиме је започео симонску праксу која је обележила историју Цариградске патријаршије у наредним вековима. Овде се у расправу о патријаршијском престолу појавила нова фигура, Мара Бранковић, ћерка српског деспота Ђурађа Бранковића и једна од маћеха Мехмеда II. Иако је Мара остала доживотна хришћанка, била је прилично утицајна на Мехмеда II. Мара је била огорчена симонским поступком Симеона I и отишла је у Цариград да се пожали Мехмеду II. Као одговор на њене захтеве и на њену донацију од 2000 златника, султан је свргнуо Симеона I и за патријаршију именовао кандидата Маре, Дионисија I од Цариграда. Симеон I се повукао на неколико година у манастир близу Стенимаха.
Владавину Дионисија I обележило је противљење обе друге фракције, укључујући и Симеонову. Коначно је свргнут крајем 1471. године након лажних оптужби да је прешао на ислам и да је обрезан. Након тога, Симеон I је платио додатних 2000 златника и наводно обећао султану да ће сузбити планове за антиосмански устанак у Трапезунту, те је тако постао патријарх. Заправо, у мају 1472. године дошло је до неуспелог покушаја заузимања града који су предводили Катерино Зени и Алексије Комнин (нећак Давида Трапезунтског), уз подршку Узуна Хасана. Симеон I је стао на страну османског султана и у јуну 1472. године свргнуо је митрополита Трапезунтског Панкратија, који је био умешан у побуну, и заменио га другим епископом, Доротејем, бившим митрополитом Атине, који је био више повезан са Османлијама. Другу владавину Симеона I обележио је повећани дуг до 7000 флорина, а 10. октобра 1474. године, Свети синод је такође прихватио да османској влади плаћа годишњу накнаду од 2000 флорина. Сходно томе, зими 1474. године, Симеон I је био приморан да почне да тражи средства. По повратку у Цариград почетком 1475. године, Симеона I је надмашио Рафаило I Цариградски, вероватно уз подршку Маре Бранковић. Рафаило I није могао да плати износ који је обећао после годину дана и збацио га је Максим III из Цариграда, вођа фракције цариградског племића.
Максим III је умро 3. априла 1482. године, а Симеон I се вратио на престо по трећи пут, све до јесени 1486. године, када га је наследио Нифонт II Цариградски. Симеон I је умро убрзо након тога, сигурно пре 1488. године, без састављања тестамента, а за његово богато наследство се жестоко борило након његове смрти. Најзначајнији чин његове треће и последње владавине био је Цариградски синод 1484.

## Спорна хронологија
Не постоји консензус међу научницима о хронологији прве владавине Симеона I. Многи научници, као што су Киминас (2009), Рансиман (1985), Грумел (1958) и епископ Герман из Сардије (1933–1938), као и званична веб страница Васељенске патријаршије, прате хронике Псеудо-Доротеја из Монемвасије и смештају владавину Симеона I после Марка II Цариградског.
Лоран (1968), а затим Подскалски (1988), сматра да су се сукоби са Симеоном I догодили док је Марко II још увек био митрополит Адријанопоља, и смештају владавину Симеона I пре владавине Марка II.